# ホソバコケシノブ
ホソバコケシノブ Hymenophyllum polyanthos はコケシノブ科のシダ植物。細かく分かれた薄い葉を持つ。ただし極めて変異に富む種である。

## 特徴
常緑性の小型のシダ類。根茎は細く、横に長く這う。その先端部では淡褐色の毛が多いが、すぐに脱落するために古い根茎ではほとんど毛がなくなり、暗褐色の針金のようになる。根茎からまばらに出る根には褐色の根毛が生えている。葉柄は長さ2-10cmで、先端の部分では少しだけ翼がある他は軸のみで、普通は毛がなく、基部にだけ淡褐色の毛があることもある。葉身は2-4回分枝して無毛。形や大きさはとても変異に富む。形としては3角状卵形が普通ではあるが広披針形のものからほぼ円形のものまでがある。大きさも長さが2.5-12cm、幅が0.8-3.5cmと様々。
裂片は比較的幅が狭くて幅0.8-1mm、時に1.2mmになる。縁は滑らかで先端は丸いものから尖ったものまであり、時に先端が窪んだものもある。色は鮮緑色から暗緑色で、乾燥しても緑が残りがち。胞子嚢群は裂片の先端に出て、苞膜は2弁状で基部まで裂けており、その縁は滑らかで先端は丸いものから三角状に尖るものまで変異がある。胞子嚢床は棍棒状で長くは伸びない。
本種は環境による変化が大きく、例えば乾燥した場所では裂片の幅が狭くなるが、日陰の湿った環境ではその幅が極端に大きくなる例があり、フジコケシノブの名で呼ばれたものはこれである。山頂などでは葉が小さくなる傾向がある。別名も数多く、岩槻編著(1992)はヒメコケシノブ・フジコケシノブ・ホソバヒメコケシノブをあげている。

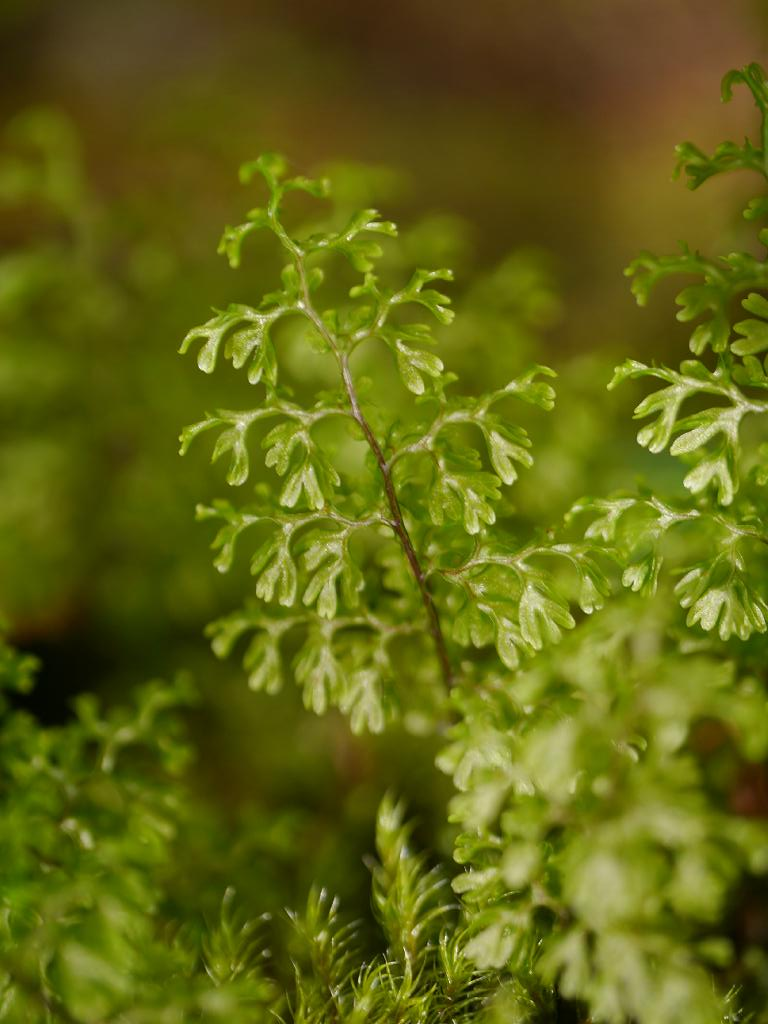
葉身の部分
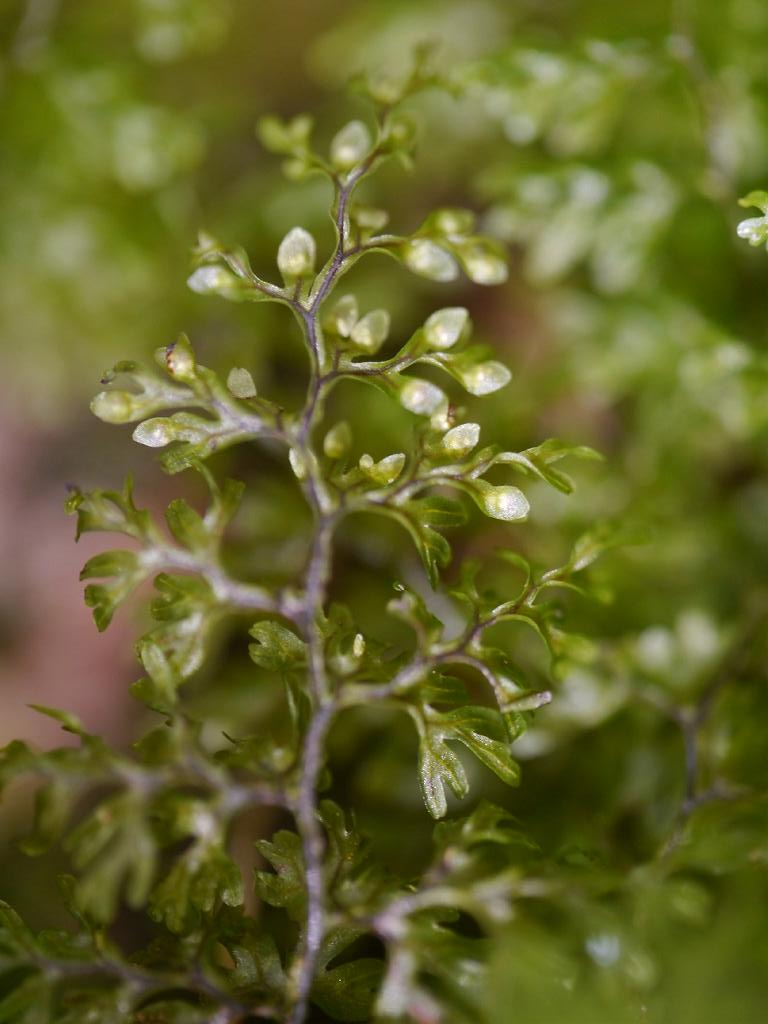
胞子嚢群のついた葉身
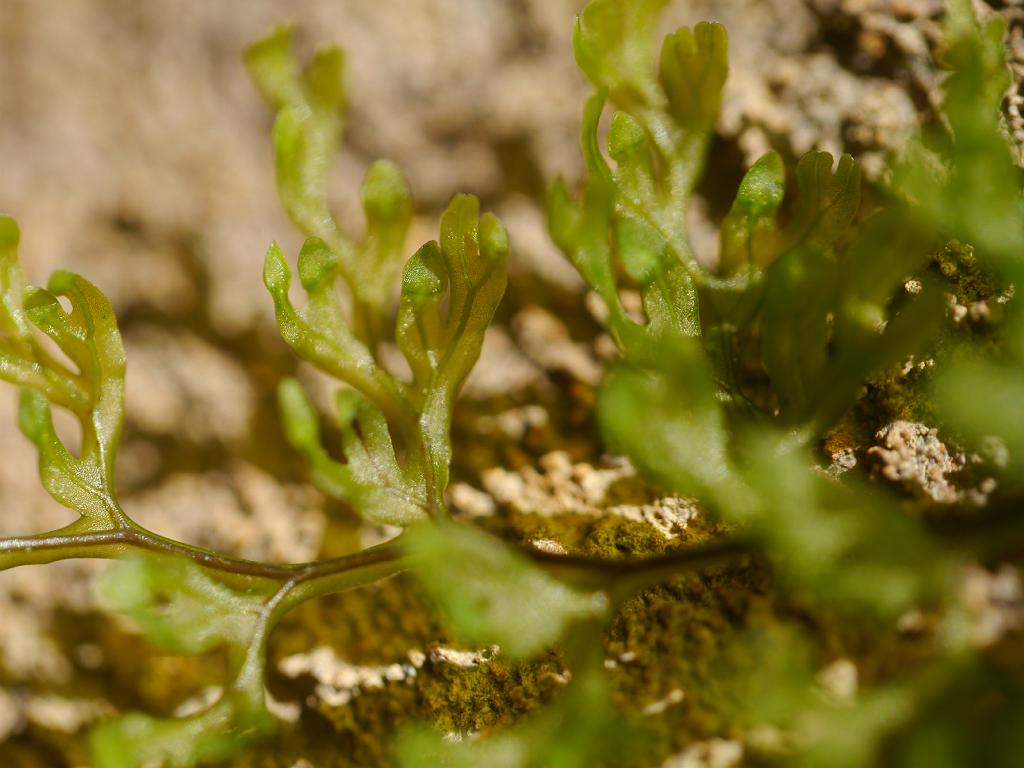
胞子嚢群

## 分布
日本では岩手県以南にあるが、日本海側では少ない。その環境も低地から標高3000mの亜寒帯の岩の隙間にまで出現する。
世界的に見てもその分布は世界中の熱帯域を中心に各地の亜寒帯にまで及んでいる。
樹幹の上や岩の上に生え、時には地上に出現する。密生してマット状になることも多い。

## 分類
上記のように分布が広い上に様々な環境に出現し、その形態も多様であるため、30以上の種が記載されており、それら全てが単一の種であるかどうかの判断も出来ていない。ただ岩槻編著(1992)の段階では明確な区分が出来ないためにこれらを種群として纏めるしかないとのこと。
たとえばヒメコケシノブは高山の日差しが強くて乾燥しやすいところに生じ、葉が縮れ、裂片が圧縮されている。フジコケシノブは空中湿度が高くて着生植物の多い森林で岩や木の上から垂れ下がり、その葉は披針形で長く伸びる。

## 近似種
葉の小さいものでは特にコケシノブ H. wrightii との区別が難しくなる。裂片の角度が本種の方がずっと大きいことで区別出来る。